# Vidnyánszky Attila (rendező)
Vidnyánszky Attila (Beregszász, 1964. március 8. –) Kossuth- és Jászai Mari-díjas kárpátaljai származású magyar színházi rendező, filmrendező, a Beregszászi Illyés Gyula Magyar Nemzeti Színház (mai nevén: Kárpátaljai Megyei Magyar Drámai Színház) alapító igazgatója és művészeti vezetője. Munkássága során sajátos, a naturalista-realista színházi hagyományokkal és a polgári színház esztétikájával is szembehelyezkedő, különleges színpadi nyelvet hozott létre, melyet ő a „költői színház” terminussal határoz meg.

## Élete

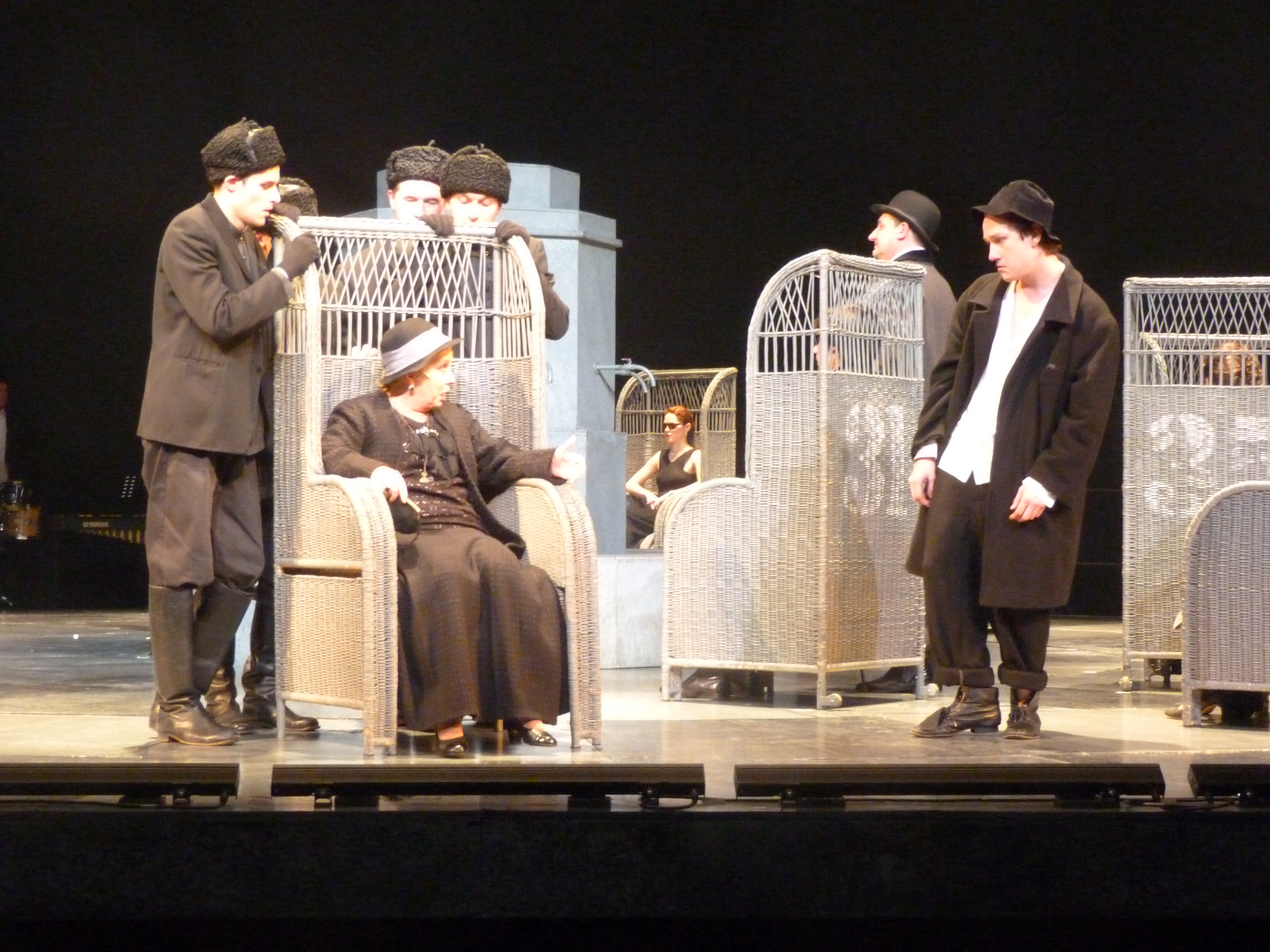
Anton Sagin és Era Zigansina – Alekszandrinszkij Színház

A kárpátaljai Beregszászban született, édesapja iskolaigazgató volt. Édesanyja Szabó Éva, magyartanárként dolgozott. Testvére dr. Vidnyánszky Zoltán biológus, agykutató. Gyerekkorát a városhoz közeli Nagymuzsalyon töltötte. 1985-ben bölcsészdiplomát szerzett az Ungvári Állami Egyetemen, magyar–történelem szakon. Két évig a Nagymuzsalyi Középiskolában tanított, majd felvételt nyert a Kijevi Állami Karpenko-Karij Színház- és Filmművészeti Egyetemre, ahol 1992-ben szerzett rendezői diplomát, emellett 1990-től egészen 1997-ig színészmesterséget oktatott az intézményben. 1992-ben alapító igazgatója volt a Beregszászi Illyés Gyula Magyar Nemzeti Színháznak, melynek 1993-ban művészeti vezetője lett, napjainkban pedig főrendezőként segíti a színház munkáját. Magyarországon 1999-től a régi Nemzeti Színházban, 2000-től a Pesti Magyar Színházban állított színpadra darabokat. 2004-től egy évig a Magyar Állami Operaház vezető rendezője volt. 2006 januárjától a Csokonai Színház művészeti vezetője, 2007 áprilisától 2013-ig ugyanitt megbízott igazgató volt. 
2012. december 17-én a Nemzeti Színház igazgatójává nevezték ki 2013. július 1-jei hatállyal. 2018-ban újabb ötéves, 2023-ig tartó megbízatást kapott a teátrum élén, amelyet 2023-ban ismét öt évvel meghosszabbítottak, így 2028-ig a teátrum igazgatója marad. 2023 novemberében benyújtotta lemondását egy Rómeó és Júlia előadás közben történt baleset miatt (két színész, Szász Júlia és Horváth Lajos Ottó lezuhant a díszletről, súlyos sérüléseket szenvedtek). Csák János miniszter az elrendelt vizsgálat lezárásáig lemondását nem fogadta el. A vizsgálat végül nem állapított meg „egyszemélyi felelősséget”, ezért lemondását visszavonta, amit a miniszter elfogadtt.

2011-től a Kaposvári Egyetem címzetes egyetemi tanára, 2013–2020 között művészeti rektorhelyettese, 2012-2017 között osztályvezető tanár a színművész szakon. 2020-tól a Szent István Egyetem Rippl-Rónai Művészeti Karán rektori megbízott.

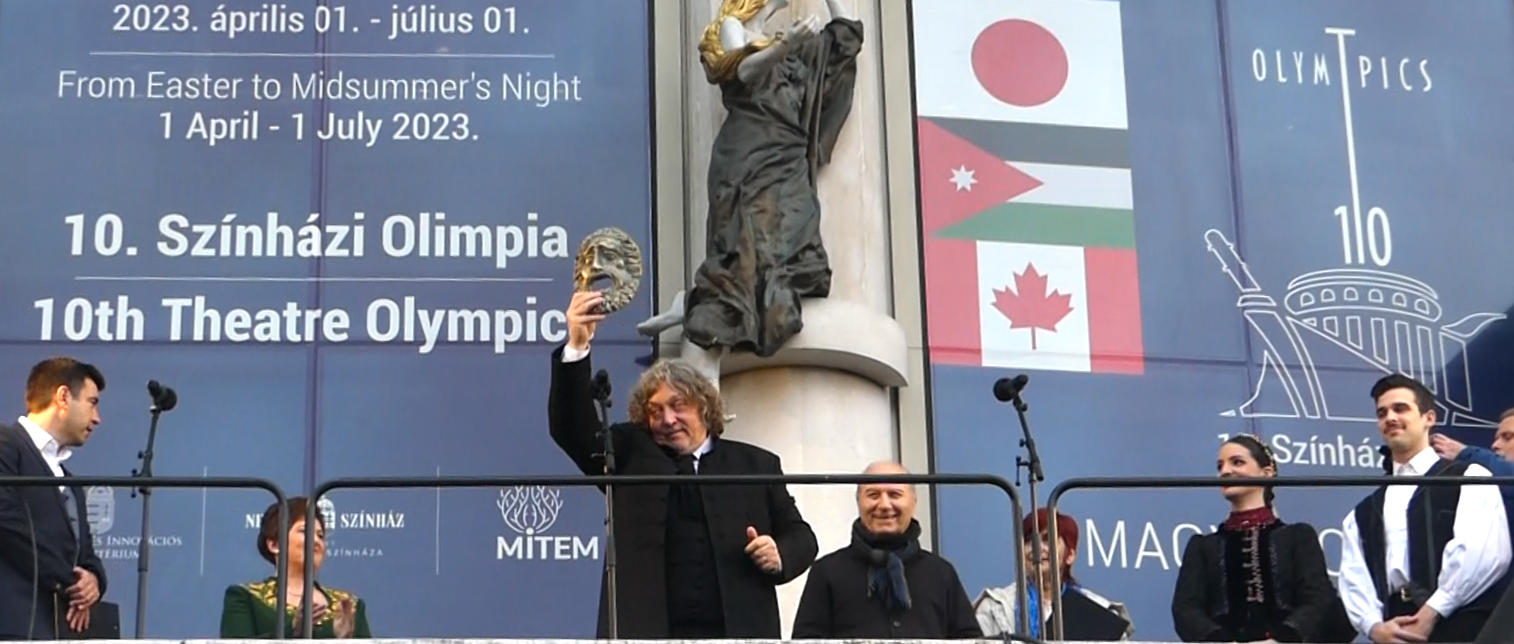
A 10. Színházi Olimpia megnyitója

2020. augusztus 1-től a Színház- és Filmművészeti Egyetemet fenntartó alapítvány kuratóriumának elnöke, 2021-től osztályvezető tanára.  A 2023-ban Magyarországon megrendezett művészeti vezetője. Az Olimpián 58 ország 750 előadással képviseltette magát.

### Magánélete
Nős, hat gyermek édesapja, köztük ifj. Vidnyánszky Attila színészé. Legidősebb fia, Vidnyánszky Zoltán (1989–) elméleti matematikus.
2005-ben a Magyar Művészeti Akadémia tagjává választották.

## Színpadi rendezései
A Színházi adattárban regisztrált bemutatóinak száma: 90. A vizsgált időszakban a magyar nyelvterület tizenöt városában, nyári átmenti játszóhelyén rendezett. A legtöbb bemutatót Budapesten (23), Beregszászban (21) és Debrecenben (21) abszolválta. A Nemzeti Színház 2013. szeptember 27-én mutatta be Tamási Áron Vitéz lélek című darabját, melyet az új igazgató, Vidnyánszky Attila rendezett.
- Samuel Beckett: Godot-ra várva (Beregszászi Illyés Gyula Nemzeti Színház, 1994)
- Giovanni Boccaccio: Sólyompecsenye (Beregszászi Illyés Gyula Nemzeti Színház)
- Borbély Szilárd: Halotti Pompa (Zsámbéki Színházi Bázis – Csokonai Színház)
- Bulgakov: Álszentek összeesküvése (Új Színház)
- Csehov: A három nővér (Beregszászi Illyés Gyula Nemzeti Színház)
- Csehov: Egyfelvonásos komédiák (Beregszászi Illyés Gyula Nemzeti Színház)
- Csehov: Leánykérés (Magyar Színház)
- Csokonai Vitéz Mihály: Dorottya (Kisvárdai Várszínház)
- Csokonai Vitéz Mihály: Karnyóné (Beregszászi Illyés Gyula Nemzeti Színház)
- Marin Držić: Ribillió Rómában (Dundo Maroje) (Csokonai Színház)
- Thomas Stearns Eliot: Gyilkosság a székesegyházban
- Faludy György–József Attila: Ballada a senki fiáról (Új Színház)
- Georges Feydeau: Bolha a fülbe (Új Színház)
- Földes László (Hobo): Csattanuga Csucsu (Csokonai Színház)
- Földes László (Hobo): Csavargók tízparancsolata (Csokonai Színház)
- Földes László (Hobo): Vadászat (Esztergomi Nyári Játékok, felújítva: Csokonai Színház, Debrecen, 2008)
- Gogol: Az orr (Magyar Színház)
- Janáček: Jenůfa (Magyar Állami Operaház)
- Illés Lajos–Utassy József: Betlehem csillaga (Erkel Színház, 2000)
- József Attila: Tudod, hogy nincs bocsánat (Új Színház)
- Juhász Ferenc: Szarvassá változott fiú – kiáltás a titkok kapujából (Beregszászi Illyés Gyula Nemzeti Színház)
- Kaszás Attila emlékest (Nemzeti Színház)
- Katona József: Bánk bán (Csokonai Színház, Debrecen, 2008)
- Bernard–Marie Koltès: Roberto Zucco (Új Színház)
- Line Knutzon: Közeleg az idő (Új Színház)
- Choderlos de Laclos: Veszedelmes viszonyok (Magyar Színház)
- Madách Imre: Az ember tragédiája (Beregszászi Illyés Gyula Nemzeti Színház)
- Móricz Zsigmond: Úri muri (Csokonai Színház)
- Örkény István: Tóték (Beregszászi Illyés Gyula Nemzeti Színház)
- Polcz Alaine: Asszony a fronton
- Alexandr Germanovics Preis–Sosztakovics: Kisvárosi Lady Macbeth (Magyar Állami Operaház)
- Puccini: Turandot (Csokonai Színház)
- Edmond Rostand: A sasfiók (Csokonai Színház)
- Shakespeare: Ahogy tetszik (Gyulai Várszínház, 2009)
- Shakespeare: Téli rege (Magyar Színház)
- Igor Stravinsky: A róka (Magyar Állami Operaház)
- Szigligeti Ede: Liliomfi (Beregszászi Illyés Gyula Nemzeti Színház)
- Szőcs Géza: Liberté '56 (Csokonai Színház)
- Tamási Áron: Énekes madár (Komáromi Jókai Színház)
- Verdi: A végzet hatalma (Magyar Állami Operaház)
- François Villon–Földes László (Hobo)–Vidnyánszky Attila: Az akasztottak balladája (Új Színház)
- Wagner: A nürnbergi mesterdalnokok (Magyar Állami Operaház)
- Kodály Zoltán: Háry János (Csokonai Színház)
- Edward Albee: Peter és Jerry (Csokonai Színház)
- Jantyik–Vidnyánszky: Világvége szerelem – Kortárs keserédes a PG csoport dalaiból (Csokonai Színház)
- Zsukovszkij–Szénási–Lénárd: Mesés férfiak szárnyakkal; Gagarin (Csokonai Színház)

## Madách Nemzetközi Színházi Találkozó
Kezdeményezésére született meg a Madách Nemzetközi Színházi Találkozó (MITEM) 2014-ben. Az első találkozó díszvendége Oroszország volt. A MITEM két vezető gondolat mentén szerveződik. A közép-európai térség színházainak előadásai kapcsán a fesztiválhoz kapcsolódó beszélgetések, közönségtalálkozók, konferenciák arra keresnek választ, hogy merre látják a megújulás lehetőségeit a közép-európai színházak, mitől nemzeti egy színház, mi a korszerűség.

## 10. Színházi Olimpia
Vidnyánszky Attila a Budapesten, 2023. április 15-én megnyitott 10. Színházi Olimpia művészeti vezetője. A Színházi Olimpia Nemzetközi Bizottsága 2023. április 19-én tagjai közé választotta Vidnyánszky Attilát. 

## Filmjei
- Csokonai Vitéz Mihály: Az özvegy Karnyóné s két szeleburdiak (színes, magyar színházi felv.) (TV-film) rendező
- Line Knutzon: Közeleg az idő (komédia) (TV-film) rendező
- Díjkiosztó Gála (2009) (TV-műsor) rendező
- Mezzo Operaverseny és Fesztivál (2009) (TV-film) rendező
- T. S. Eliot: Gyilkosság a székesegyházban (színes magyar színházi felv., 2009) (TV-film) rendező
- A medve (magyar tévéjáték, 2007) (TV-film) rendező, dramaturg
- Liberté '56 (színes, magyar zenés dráma, 2007) rendező – Liberté '56 DVD
- Hobo – Kötéltánc (színes, magyar koncertfilm, 2006) (TV-film) rendező
- Csokonai Vitéz Mihály: Dorottya (színes, magyar színházi felv., 2001) (TV-film) rendező
- Dmitrij Sosztakovics: Kisvárosi Lady Macbeth rendező
- Madách Imre: Az ember tragédiája (színes, magyar színházi közv.) (TV-film) rendező
- Juhász Ferenc: A szarvassá változott fiú (2011-ben készül[25])
- Attila, Isten ostora (2022)

## Díjai, kitüntetései
- Arany Oroszlán Fesztivál díja (1995, a Godot-ra várva c. előadásért)
- Kontakt Fesztivál díja (1997, a Gyilkosság a székesegyházban c. előadásért)
- Teplánszky Katalin-díj (Kisvárda, 2000, társulatépítésért)
- Az év rendezője (Ukrajna, 2000)
- Fővárosi Önkormányzat legjobb rendezésért járó díj (2002)
- Ukrajna Érdemes Művésze (2002)
- Jászai Mari-díj (2002)
- a Kultúra Lovagja (2003)
- Kritikusok díja (2004, Roberto Zucco c. darabj rendezéséért)
- Gundel művészeti díj (2004)
- Magyar Köztársasági Ezüst Érdemkereszt (2005)
- Nádasdy Kálmán-díj (2006)
- Magyar Művészetért díj (2007)
- Meyerhold-díj (Moszkva, 2009)
- Kossuth-díj (2011)
- Debrecen Város Pro Urbe díja (2013)[26]
- Madách-díj (2015)[27]
- Hevesi Sándor-díj (2016)[28]
- Puskin-érme (2017) – orosz állami kitüntetés[29]
- Beregszász díszpolgára (2018)[30]
- Pro Urbe Budapest díj (2018)[31]
- Amfiteátrum díj (2019)
- Magyar Örökség díj (2019)
- Pesti Srác-díj (2021)[32]
- Tamási Áron-díj (2023)[33]